# 증인특권
증인특권이란 재판에서 증인에게 주어지는 특권이다.

## 형사상의 면책

### 사용면책(使用免責 use immunity)
검찰에 의해 사용면책이 주어질 경우 증언을 대가로 하여 면책받은 사람의 증언은 그 자신이나 또는 면책하기 전에 검사가 알지 못했던 범죄의 공모자에 대해 불리하게 사용될 수 없을 뿐이다. 사용면책증언은 비자발적인 증언이므로 법정에서 피고인의 증언을 탄핵할 목적으로도 사용할 수 없다. 단 참 거짓 여부와 관계없이 위증에 대한 재판에는 사용이 가능하다.
사용면책이 주어진 증언에서 직접적 도출되거나 혹은 파생된 증거의 사용을 금지할 뿐으로 다른 독립원에서 취득한 증거는 여전히 사용이 가능하고 또 이를 이용하여 검찰이 증인을 기소할 수 있다.

### 거래면책(去來免責 transaction immunity)
개입한 범죄에 대해서 기소되지 않는 것을 말한다.

## 사례
대배심이 은행강도사건을 조사하고 있었는데 검사에게 알려진 유일한 정보는 테일러가 관여되었다는 풍문 뿐이었다. 대배심은 테일러를 소환하였고 테일러가  강도사건에 대해 답변을 거부하자 검사는 그에게‘증언사용면책’을 부여하였다. 그제서야 그는 자신과 시몬스가 은행을 털었다고 증언하였다.

## 참고 문헌
- 이승호, 공범증인 면책제도에 대한 고찰, 일감법학 24권,건국대학교 법학연구소, 2013.

## 같이 보기
- 자기부죄거부